# Michael Vestergaard Knudsen
Pour les articles homonymes, voir Vestergaard et Knudsen.

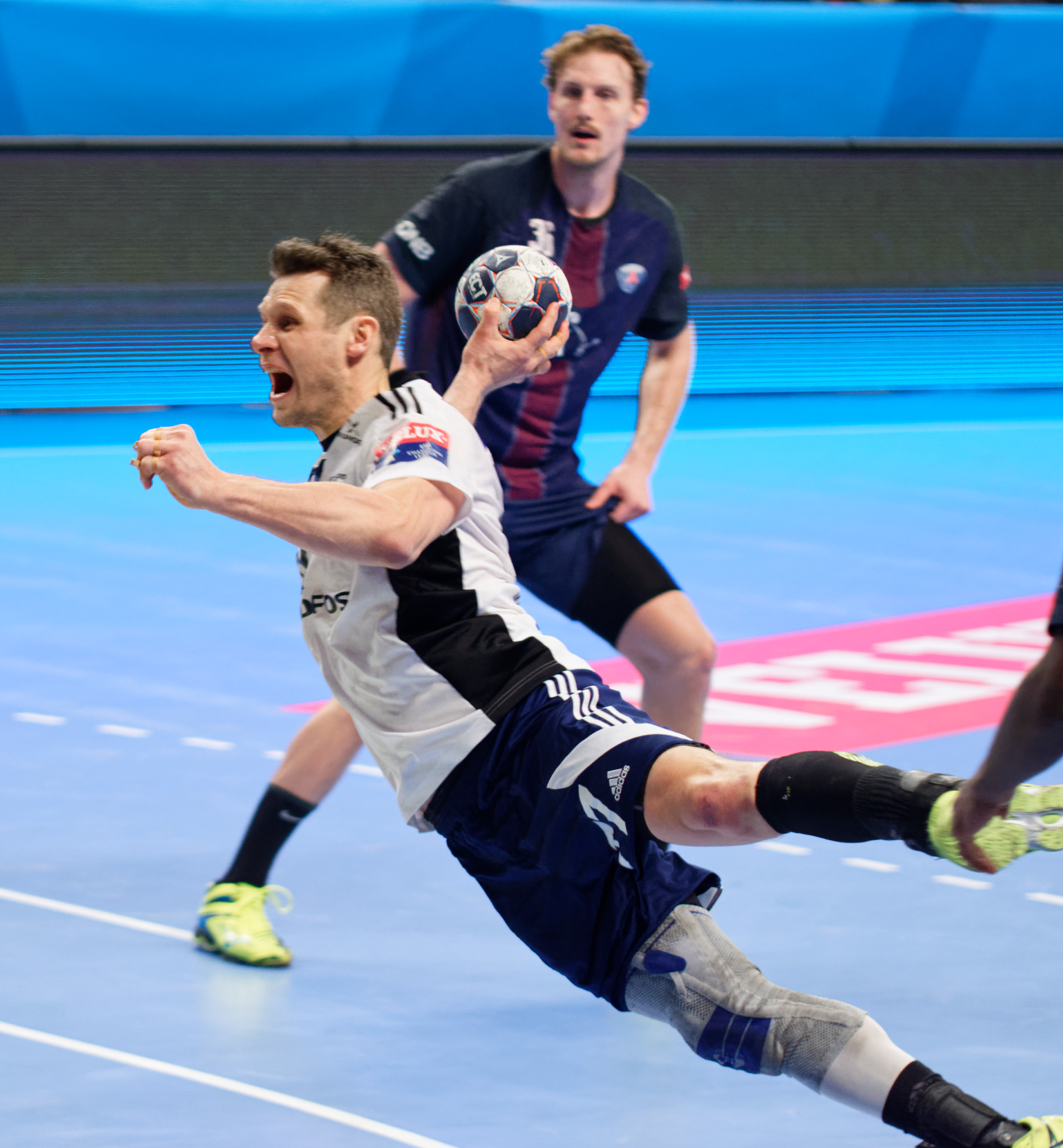
Knudsen au tir avec le Bjerringbro-Silkeborg en 2017.

Michael Vestergaard Knudsen, né le 4 septembre 1978 à Hobro, est un handballeur international danois.

## Biographie
Après avoir remporté un titre européen avec le club de Viborg HK avec la Coupe Challenge (C4) en 2003, il rejoint la Bundesliga en 2005 pour évoluer avec le club de SG Flensburg-Handewitt. En Allemagne, il atteint la finale de la Ligue des champions en 2007 et remporte la Coupe des Coupes en 2012, mais sur le plan national, il subit la domination du THW Kiel, ne parvenant pas à faire mieux que vice-Champion d'Allemagne en 2008 et 2012 et finaliste de la Coupe d'Allemagne en 2011.
Avec l'équipe nationale du Danemark, il est connait sa première sélection le 23 octobre 1999, il participe à 12 compétitions majeures entre 2000 et 2014 pour un total de 244 sélections et 797 buts marqués. Il remporte ainsi de nombreuses médailles, mais une seule fois l'or au Championnat d'Europe 2008, battant en finale la Croatie. Il remporte également une médaille d'argent au Championnat du monde 2011 et quatre médailles de bronze lors des Championnats d'Europe 2002, 2004 et 2006, puis lors du Championnat du monde 2007, compétition dont il est nommé dans l'équipe-type du tournoi.

## Résultats

### Club
Compétitions internationales
- Vainqueur de la Ligue des champions (C1) en 2014
- Vainqueur de la Coupe des Coupes (C2) en 2012
- Vainqueur de la Coupe Challenge (C4) en 2003

Compétitions nationales
- Vainqueur du Championnat du Danemark en 2016
- Vainqueur de la Coupe du Danemark en 2000
- Vice-Champion d'Allemagne en 2008 et 2012
- Finaliste de la Coupe d'Allemagne en 2011

### Sélection nationale
Michael Knudsen cumule 244 sélections et 797 buts marqués entre le 23 octobre 1999 face à la Russie et le 4 avril 2014 face à la Norvège :
Championnat du monde
- 9e place au Championnat du monde 2003 au Portugal
- 13e place au Championnat du monde 2005 en Tunisie
-  Médaille de bronze au Championnat du monde 2007 en Allemagne
-  Médaille d'argent au Championnat du monde 2011 en Suède
- 4e place au Championnat du monde 2009 en Croatie

Championnat d'Europe
- 10e place au Championnat d'Europe 2000 en Croatie
-  Médaille de bronze au Championnat d'Europe 2002 en Suède
-  Médaille de bronze au Championnat d'Europe 2004 en Slovénie
-  Médaille de bronze au Championnat d'Europe 2006 en Suisse
-  Médaille d'or du Championnat d'Europe 2008 en Norvège
- 5e place au Championnat d'Europe 2010 en Autriche
-  Médaille d'argent du Championnat d'Europe 2014 au Danemark

Jeux olympiques
- 6e place Jeux olympiques de 2012 à Londres

### Distinctions individuelles
- Meilleur pivot du Championnat du monde 2007